# Apus horus toulsoni
Apus horus toulsoni é um andorinhão da família Apodidae. Muitos taxonomistas o consideram uma subespécie do Apus horus.
Pode ser encontrada nos seguintes países: Angola e República do Congo.